# Set the World on Fire (álbum de Annihilator)
Set the World on Fire es el tercer álbum de estudio de la banda canadiense de Thrash metal Annihilator. Fue lanzado en 1993.

## Lista de canciones
| N.º | Título                  | Letras                    | Música                             | Duración |  |
| 1.  | «Set the World on Fire» | Jeff Waters, Coburn Pharr | Waters                             | 4:30     |  |
| 2.  | «No Zone»               | Waters                    | Waters, Wayne Darley, Ray Hartmann | 2:47     |  |
| 3.  | «Bats in the Belfry»    | Waters, Pharr             | Waters, Hartmann                   | 3:37     |  |
| 4.  | «Snake in the Grass»    | Waters                    | Waters                             | 4:55     |  |
| 5.  | «Phoenix Rising»        | Ralph Murphy              | Waters                             | 3:47     |  |
| 6.  | «Knight Jumps Queen»    | Waters                    | Waters                             | 3:46     |  |
| 7.  | «Sounds Good to Me»     | Waters                    | Waters                             | 4:18     |  |
| 8.  | «The Edge»              | Murphy                    | Waters                             | 2:56     |  |
| 9.  | «Don't Bother Me»       | Neil Goldberg, Waters     | Waters, Pharr                      | 3:23     |  |
| 10. | «Brain Dance»           | Waters, Pharr             | Waters                             | 4:51     |  |

| Pista adicional de la edición japonesa |                         |              |        |          |  |
| N.º                                    | Título                  | Letras       | Música | Duración |  |
| 11.                                    | «Hell Bent for Leather» | Glenn Tipton | Tipton | 2:54     |  |

| Pista adicional del relanzamiento en digipak en edición limitada |                                     |        |        |          |  |
| N.º                                                              | Título                              | Letras | Música | Duración |  |
| 11.                                                              | «Hell Bent for Leather»             | Tipton | Tipton | 2:54     |  |
| 12.                                                              | «Phoenix Rising» (Acoustic Version) | Murphy | Waters | 4:09     |  |

## Formación
Músicos
- Aaron Randall- voz
- Jeff Waters - guitarras, vocales añadidas en Brain Dance, producción y mezcla
- Neil Goldberg - guitarra
- Wayne Darley - bajo
- Mike Mangini - batería

Músicos invitados
- Ray Hartmann - batería en "Snake in the Grass" y "Sounds Good to Me"
- Rick Fedyk - batería en "Phoenix Rising"
- John Webster - teclados en "Phoenix Rising"
- Mark Lafrance, David Steele - coros en "Phoenix Rising"
- Norm Gordon - coros "Brain Dance"
- The Annihilettes - coros en "Knight Jumps Queen" y "Brain Dance"

Producción
- Paul Blake - técnico, mezcla
- Max Norman, Bill Buckingham, Steve Royea - técnicos
- Randy Staub - mezcla de "Phoenix Rising" en los Warehouse Studios, Vancouver
- Eddy Screyer - masterización en Future Disc, Hollywood, California